# Inženjer elektrotehnike
Inženjer elektrotehnike na području Republike Hrvatske, osoba je više stručne spreme (VŠS) sa završenom višom elektrotehničkom školom (5 semestara), dok je "diplomirani inženjer elektrotehnike" osoba visoke stručne spreme(VSS) sa završenim elektrotehničkim fakultetom (9 semestara + diplomski rad). Inženjeri elektrotehnike se dijele na: inženjere elektronike i inženjere elektroenergetike. Uvođenjem bolonje viša škola prelazi u stručni studij te se produžuje trajanje školovanja na 6 semestara (180 ECTS) i stječe se stručni naziv: Stručni prvostupnik inženjer elektrotehnike. Završetkom trogodišnjeg sveučilišnog studija (6 semestara,180 ECTS) stječe se stručni naziv: Sveučilišni prvostupnik inženjer elektrotehnike. Nastavkom studija u trajanju od dvije godine na jednom i na drugom stječe se stručni naziv: specijalist struke odnosno magistar struke(u rangu dipl. ing).
Naslov: Petar Petrić, ing. el.
Inženjer elektrotehnike upoznat je (između ostalog) s osnovama elektrotehničkih znanosti, elektronike, informatike, 'osnovama' više matematike i fizike, te teoretskim i praktičnim znanjima iz tehnologije materijala, industrijske sociologije i psihologije, a uz to mora poznavati i najmanje jedan strani jezik.
Inženjer elektrotehnike je školovan kako bi radio na konstrukcijskim i operativnim poslovima: projektiranja, vođenja poslovnog procesa, izradi konstrukcijske i proizvodne dokumentacije,
nadgledanje proizvodnje, vođenje proizvodnje i upravljanje ljudima.